# Vassili Agapkine
Vassili Ivanovitch Agapkine (en russe : Васи́лий Ива́нович Ага́пкин), né le 3 février 1884 et décédé le 29 octobre 1964, est un chef d'orchestre militaire et un compositeur russe, puis soviétique. Il est notamment l'auteur de la célèbre marche Adieu de Slavianka, écrite en 1912.

## Biographie
Agapkine naît à Chantcherovo, dans le gouvernement de Riazan, en 1884. Il étudie à l'école de musique de Tambov de 1912 à 1915, puis entre dans l'armée. Après la Révolution de 1917, Agapkine devient un fonctionnaire du NKVD. Par la suite, il dirige l'orchestre du NKVD.
Agapkine dirige l'orchestre militaire qui joue pendant la fameuse parade du 7 novembre 1941 sur la place Rouge, à Moscou. L'Adieu de Slavianka est l'une des quatre marches jouées ce jour-là. Il dirige également l'orchestre qui joue pour le Défilé de la Victoire à Moscou, le 24 juin 1945.
Agapkine décède le 29 octobre 1964 à Moscou. Il est enterré au cimetière Vagankovo.
Sa musique apparaît dans de nombreux films, dont 72 mètres (2004), qui raconte le naufrage d’un sous-marin.

## Décorations
- Ordre de Lénine
- Ordre du Drapeau rouge
- Médaille du jubilé "XXe anniversaire de l'Armée rouge des ouvriers et des paysans"
- Médaille "Pour la Victoire sur l'Allemagne dans la Grande Guerre patriotique 1941-1945"